# Miguel Ángel Ponce
Miguel Ángel Ponce (Sacramento, 12 aprile 1989) è un ex calciatore statunitense naturalizzato messicano, di ruolo difensore.

## Statistiche

### Cronologia presenze e reti in nazionale
| Cronologia completa delle presenze e delle reti in nazionale ― Messico | Cronologia completa delle presenze e delle reti in nazionale ― Messico | Cronologia completa delle presenze e delle reti in nazionale ― Messico | Cronologia completa delle presenze e delle reti in nazionale ― Messico | Cronologia completa delle presenze e delle reti in nazionale ― Messico | Cronologia completa delle presenze e delle reti in nazionale ― Messico | Cronologia completa delle presenze e delle reti in nazionale ― Messico | Cronologia completa delle presenze e delle reti in nazionale ― Messico |
| Data                                                                   | Città                                                                  | In casa                                                                | Risultato                                                              | Ospiti                                                                 | Competizione                                                           | Reti                                                                   | Note                                                                   |
| ---------------------------------------------------------------------- | ---------------------------------------------------------------------- | ---------------------------------------------------------------------- | ---------------------------------------------------------------------- | ---------------------------------------------------------------------- | ---------------------------------------------------------------------- | ---------------------------------------------------------------------- | ---------------------------------------------------------------------- |
| 8-7-2011                                                               | Mendoza                                                                | Perù                                                                   | 1 – 0                                                                  | Messico                                                                | Coppa America 2011 - 1º turno                                          | -                                                                      | 74’                                                                    |
| 12-7-2011                                                              | La Plata                                                               | Uruguay                                                                | 1 – 0                                                                  | Messico                                                                | Coppa America 2011 - 1º turno                                          | -                                                                      | 70’                                                                    |
| 11-7-2013                                                              | Seattle                                                                | Messico                                                                | 2 – 0                                                                  | Canada                                                                 | Gold Cup 2013 - 1º turno                                               | -                                                                      | 72’                                                                    |
| 14-7-2013                                                              | Denver                                                                 | Martinica                                                              | 1 – 3                                                                  | Messico                                                                | Gold Cup 2013 - 1º turno                                               | 1                                                                      | 88’                                                                    |
| 30-1-2014                                                              | San Antonio                                                            | Messico                                                                | 4 – 0                                                                  | Corea del Sud                                                          | Amichevole                                                             | -                                                                      | 46’                                                                    |
| 2-4-2014                                                               | Glendale                                                               | Stati Uniti                                                            | 2 – 2                                                                  | Messico                                                                | Amichevole                                                             | -                                                                      | 68’ 72’                                                                |
| 28-5-2014                                                              | Città del Messico                                                      | Messico                                                                | 3 – 0                                                                  | Israele                                                                | Amichevole                                                             | -                                                                      | 59’                                                                    |
| 3-6-2014                                                               | Chicago                                                                | Messico                                                                | 0 – 1                                                                  | Bosnia ed Erzegovina                                                   | Amichevole                                                             | -                                                                      |                                                                        |
| 6-9-2014                                                               | Santa Clara Pueblo                                                     | Messico                                                                | 0 – 0                                                                  | Cile                                                                   | Amichevole                                                             | -                                                                      | 65’                                                                    |
| 9-9-2014                                                               | Commerce City                                                          | Messico                                                                | 1 – 0                                                                  | Bolivia                                                                | Amichevole                                                             | -                                                                      | 83’                                                                    |
| 12-11-2014                                                             | Amsterdam                                                              | Paesi Bassi                                                            | 2 – 3                                                                  | Messico                                                                | Amichevole                                                             | -                                                                      | 88’                                                                    |
| 18-11-2014                                                             | Barysaŭ                                                                | Bielorussia                                                            | 3 – 2                                                                  | Messico                                                                | Amichevole                                                             | -                                                                      | 70’                                                                    |
| Totale                                                                 |                                                                        | Presenze                                                               | 12                                                                     |                                                                        | Reti                                                                   | 1                                                                      |                                                                        |

## Palmares

### Club
- Coppa del Messico: 2

Guadalajara: Apertura 2015, Clausura 2017

### Nazionale
- Oro olimpico: 1

Londra 2012